# Fumazgo
Según el Diccionario razonado de Legislación y Jurisprudencia, de Escriche, era el fumazgo cierto tributo o derecho consistente en dinero, gallinas u otra cosa, que los propietarios de casas construidas en territorio señorial deben pagar al señor, con arreglo a la carta de población, en reconocimiento del señorío o dominio del suelo. La razón de que se llame así y, en algunas partes, foguera, está en que se imponía sobre cada hogar, fuego o chimenea por donde salía el humo, o sea, sobre cada casa. 
En Castilla la Vieja se llamó este tributo infurción, furción o urción y se destinaba a sufragar los trabajos de mantenimiento de las fortalezas. Así en Cilleruelo de Abajo sus vecinos pagaban  lo que hoy llamamos impuestos de solares. Cada hogar (fumo = humo, dice el Libro), pagará al señor una fanega de cebada y media de trigo; quien tenga un par de bueyes contribuirá con cuatro maravedises y quien sólo tenga un buey con dos; cada vecino dará al año una gallina y el conejo entregará 40 maravedises.